# Eutychien
Eutychien (en latin : Eutychianus) est, selon l'Église catholique, le 27e pape et évêque de Rome du 4 janvier 275 à sa mort, en martyr le 7 décembre 283. Il succède à Félix Ier.

## Biographie et pontificat
Eutychien naît à Luni en Étrurie en juin 228.
Durant son pontificat qui dura près de 9 ans, il voit cinq empereurs se succéder : Aurélien, Marcus Claudius Tacite, Probus, Carus et Numérien. Il encourage la pratique de la bénédiction des arbres et des fruits, préfigurant la fête des Rogations instituée en France lors du concile d'Orléans en 515, mais certains historiens mettent en doute cette affirmation.
Son règne fut un moment de paix pour l'Église.
Il est le dernier pape à être inhumé dans la crypte des Papes de la catacombe de Saint-Calixte à Rome où des fragments de son épitaphe grecque ont été découverts avec son nom écrit en lettres grecques: « ΕΥΤΥΧΙΑΝΟC ΕΠΙC » (en français : Eutychianus, Évêque). Et c'est l'avant-dernier pape dont l'épitaphe est rédigée en grec. 
Ses restes ont été découverts par Giovanni Battista de Rossi. Au XVIIe siècle, ses reliques auraient été transférées dans deux endroits de Sarzana : la cathédrale de Sarzana et l'abbaye de Luni.
Eutychien est inscrit au martyrologe romain à la date du 8 décembre : « À Rome, Saint-Eutychien, pape, qui, de ses propres mains, ensevelit en divers lieux trois-cent-quarante-deux martyrs, auxquels il fut lui-même associé sous l'empereur Numérien, par une sainte morte pour Jésus-Christ ; il fut enterré dans le cimetière de Calliste ».
Plusieurs écrits lui sont attribués dont l'un apocryphe dans la Patrologia Latina qui lui serait attribué à tort, une exhortation aux prêtres. Il s'agirait en fait du Synodicon de Rathier de Véronne.